# Carina Wiese
Carina Nicolette Wieseová (* 26. února 1968, Drážďany, NDR) je německá herečka.

## Život
V dětství hrála v mládežnickém divadle v Pirně. Vystudovala 59. polytechnickou střední školu „Max Zimmering“ v Drážďanech-Weißer Hirsch.
Absolvovala učební obor odborná pracovnice s oblečením, získala tak středoškolský diplom (maturita). Vystudovala večerní školu malířství / grafického designu na Akademii umění v Drážďanech, protože chtěla být kostýmní výtvarnice. Herectví vystudovala na Vysoké škole Hanse Otta v Lipsku v letech 1988–1991.
V letech 1991–1993 měla stálé angažmá v Lipském „Hereckém domě“. Současně účinkovala i na dalších scénách. Po absolutoriu hrála v drážďanském Divadle komedie, berlínském Zámeckém divadle a na řadě dalších scén.
Má na kontě i několik vedlejších rolí ve filmech (například Meraculi a Angel Express). U nás ji bylo možné vidět ve dvou epizodách seriálu Klaun. Od roku 1997 hraje Andreu Schäferovou-Gerkhanovou v seriálu Kobra 11. V letech 2001–2002 hrála i v seriálu Kobra 11: Nasazení týmu 2.
Momentálně[kdy?] také vyučuje herectví. Mluví německy (mateřský jazyk), anglicky (plynně), rusky (plynně) a sasky. Měří 168 cm, má zrzavo-blond vlasy a modro-zelené oči.
K jejím koníčkům patří jízda na koních, ale také na bruslích, ráda hraje tenis, šermuje, lyžuje, věnuje se józe a ovládá jazz tanec. Volné chvíle tráví zpravidla četbou či šitím, má ráda plavání a jógu. Výborně zpívá, může se pochlubit čistým mezzosopránem. Spolu se svým dlouholetým partnerem Svenem vlastní statek v Ukerské marce. V roce 1992 se jim narodil syn Samuel. S rodinou žije[kdy?] v Berlíně.

## Filmografie
- 1992 Hier und Jetzt
- 1995 A.S. (epizoda: Die Jacke)
- 1996 Berlínské trio (Die Drei (epizoda: Ich habe Lünsmann nicht getötet))
- 1997–dosud Kobra 11
- 1997 Duell zu dritt (epizoda: Manöver des letzten Augenblicks)
- 1998 Klaun (Der Clown)
- 2001–2002 Kobra 11: Nasazení týmu 2
- 2001–2004 Vyšetřovatel (Der Ermittler)
- 2002 Schicht
- 2005 KussKuss – Dein Glück gehört
- 2006 Mrak (Die Wolke)
- 2006 SOKO Wismar (epizoda: Tödliche Hörner)
- 2007 Max Minsky a já (Max Minsky und ich)
- 2007 Poldové z Rosenheimu (Die Rosenheim-Cops (epizoda: Fit für den Tod))
- 2008 Zvláštní jednotka, Lipsko (SOKO Leipzig (epizoda: Der Komplize))
- 2009 Effi Briestová (Effi Briest)
- 2009 Všichni ostatní (Alle Anderen)
- 2009 Nur für einen Augenblick
- 2009 Bolest bez příčiny (Phantomschmerz)
- 2009 Der Kriminalist (epizoda: Mauer im Kopf)
- 2010 Tři
- 2010 SOKO Wismar (epizoda: Die Prophezeiung)
- 2010 Barvy ve tmě (Satte Farben vor Schwarz)
- 2011 Der Kriminalist (epizoda: Sucht)
- 2012 Die letzte Spur (epizoda: Erlebensfall)
- 2012 Wir wollten aufs Meer
- 2012 Místo činu (Tatort (epizoda: Todesschütze)

## Divadlo (výběr)
- 1991–1993 Lipský "Herecký dům"
- 1996–1999 Kömedie Dresden
- Zámecké divadlo v Berlíně (Schlossparktheater Berlin)
- Deutsches Theater Berlin; Baracke
- Inselbühne/Moritzbastei
- Bat Berlin
- Schaubühne